# Ptychocaris
Ptychocaris is een geslacht van uitgestorven kreeftachtigen uit de klasse van de Malacostraca (hogere kreeftachtigen).

## Soort
- Ptychocaris novaki Copeland, 1960 †